# Lijst van kanseliers van Zevenburgen

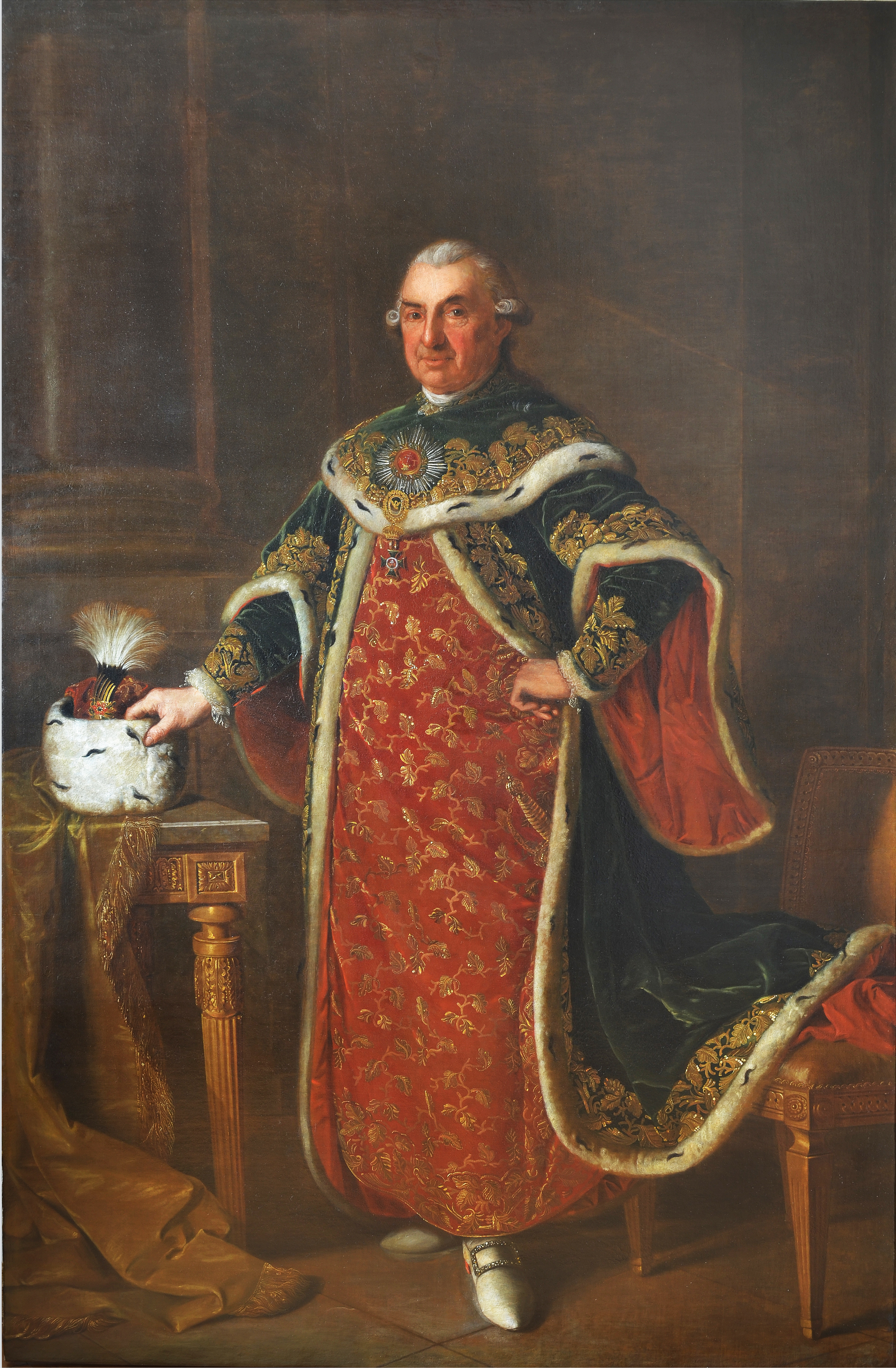
Samuel von Brukenthal, kanselier van 1766 tot 1777

Dit is een lijst van kanseliers van het vorstendom Zevenburgen of Transsylvanië en het grootvorstendom Zevenburgen.

## Lijst van kanseliers
| Naam                                                          | Termijn   | Vorst |
| ------------------------------------------------------------- | --------- | --- |
| Mihály Csáky                                                  | 1556–1571 | Johan II Sigismund Zápolya                                                                                          |
| Ferenc Forgách                                                | 1571–1575 | Stefan Báthory |
| Imre Sulyok                                                   | 1576–1578 | Stefan Báthory |
| Márton Berzeviczy                                             | 1578–1586 | Stefan Báthory |
| Farkas Kovacsóczy                                             | 1578–1594 | Stefan Báthory, vanaf 1586 Sigismund Báthory                                                                        |
| István Jósika                                                 | 1594–1598 | Sigismund Báthory                                                                                                   |
| Demeter Naprágyi                                              | 1598–1600 | Keizer Rudolf II, vanaf augustus 1598 Sigismund Báthory, vanaf maart 1599 Andreas Báthory                           |
| vacant                                                        | 1600–1603 | Michaël de Dappere, vanaf 1601 Sigismund Báthory, vanaf 1602 keizer Rudolf II                                       |
| János Jacobinus                                               | 1603      | Mozes Székely |
| Mihály Káthay                                                 | 1604–1606 | Keizer Rudolf II, vanaf 1605 István Bocskai                                                                         |
| vacant                                                        | 1606–1607 | István Bocskai |
| János Petki                                                   | 1607–1608 | Sigismund Rákóczi                                                                                                   |
| István Kendi                                                  | 1608–1610 | Gabriël Báthory |
| János Imreffy                                                 | 1610–1611 | Gabriël Báthory |
| vacant                                                        | 1611–1613 | Gabriël Báthory |
| Simon Péchi                                                   | 1613–1621 | Gabriël Bethlen |
| vacant                                                        | 1621–1622 | Gabriël Bethlen |
| István Kovacsóczy                                             | 1622–1634 | Gabriël Bethlen, vanaf 1629 Catharina van Brandenburg, in 1630 István Bethlen, vanaf december 1630 George I Rákóczi |
| vacant                                                        | 1634–1656 | George I Rákóczi, vanaf 1648 George II Rákóczi                                                                      |
| Mihály Mikes                                                  | 1656–1660 | George II Rákóczi, 1657–1658: Frans Rhédey (betwist)                                                                |
| János Bethlen waarnemend kanselier Farkas Bethlen (1676-1677) | 1659-1678 | Ákos Barcsay, vanaf 1661 Jan Kemény, vanaf 1662 Michaël I Apafi                                                     |
| Farkas Bethlen                                                | 1678–1679 | Michaël I Apafi |
| vacant                                                        | 1679–1688 | Michaël I Apafi |
| Mihály Teleki                                                 | 1688–1690 | Michaël I Apafi veldmaarschalk Antonio Caraffa                                                                      |

### Habsburgse heerschappij
De Zevenburgse hofkanselarij werd opgericht in 1694, conform het Diploma Leopoldinum, en was gemodelleerd naar haar Hongaarse tegenhanger. Keizer Leopold I richtte eveneens het zogenaamde Gubernium op, onder leiding van een gouverneur. Dit Gubernium was de voornaamste bestuurlijke instelling van Transsylvanië tot aan de Ausgleich van 1867. Keizer Jozef II fuseerde de Hongaarse en de Zevenburgse hofkanselarij in 1787, maar maakte deze beslissing ongedaan op zijn sterfbed in 1790.
| Naam                  | Termijn       | Opmerking                                                                       |
| --------------------- | ------------- | ------------------------------------------------------------------------------- |
| Miklós Bethlen        | 1691–1708     | kanselier                                                                       |
| Sámuel Kálnoky        | 1694–1706     | hofkanselier                                                                    |
| Pál Ráday             | 1707–1710 (?) | directeur van de Zevenburgse kanselarij van Frans II Rákóczi                    |
| Zsigmond Kornis       | 1710–1713     | hofkanselier; gouverneur (1713–1731)                                            |
| János Bornemisza      | 1713–1740     | kanselier                                                                       |
| László Gyulaffi       | 1740–1754     | hofkanselier                                                                    |
| Gábor Bethlen         | 1754–1765     | hofkanselier                                                                    |
| Samuel von Brukenthal | 1766–1777     | kanselier; voorzitter van het Gubernium (1774–1777), gouverneur (1777–1787)     |
| Károly Jeromos Pálffy | 1787–1791     | hofkanselier van Hongarije en Zevenburgen                                       |
| Sámuel Teleki         | 1791–1822     | hofkanselier                                                                    |
| Miklós Jósika         | 1822–1834     | grootkanselier                                                                  |
| vacant                | 1834–1837     |                                                                                 |
| Elek Nopcsa           | 1837–1844     | hofkanselier                                                                    |
| vacant                | 1844–1846     |                                                                                 |
| Sámuel Jósika         | 1846–1848     | hofkanselier                                                                    |
| vacant                | 1848–1860     | kanselarij ontbonden door keizer Frans Jozef na de Hongaarse Revolutie van 1848 |
| Ferenc Kemény         | 1860–1861     | kanselier                                                                       |
| Ferenc Nádasdy        | 1861–1865     | hofkanselier                                                                    |
| Ferenc Haller         | 1865–1867     | hofkanselier                                                                    |